# Csinling-hegység
A Csinling (Qin-Ling)-hegység (秦岭) (más néven Csin (Qin)-hegység) Kína középső részén húzódik nyugat-keleti irányban  mintegy 650 km hosszúságban és 170 km szélességben, Kanszu (Gansu) tartomány déli részétől Senhszi (Shaanxi) tartományon át Honan (Henan) központi részéig.

## Elhelyezkedése
A Vej (Wei) folyó termékeny völgyétől, a kínai civilizáció egyik bölcsőjétől délre helyezkedik el, ezért régebben (több más kínai hegységhez hasonlóan) Déli-hegységnek, Nansan (Nanshan)nak hívták.

## Földrajzi szerepe
A Csinling (Qin-Ling)-hegység Ázsia egyik legkarakterisztikusabb éghajlati és növényzeti választóvonala a kontinentális jellegű és a monszunhatás alatt álló területek között. Tőle északra-nyugatra a száraz kontinentális éghajlat dominál, ezért az arrafelé fekvő hatalmas területeket „száraz Ázsiának” is nevezik, míg a hegyvidéktől délre-keletre pedig a nedves monszun éghajlat a jellemző, ezért az már a „nedves Ázsia” része. Ez a klasszikus éghajlatválasztó jelleg látványosan megjelenik már a hegység északi és déli lejtői növényzetének különbségeiben is.